# مبدأ الوقاية من الكوارث
في القانون الدولي، مبدأ الوقاية من الكوارث، الذي تم شرحه للمرة الأولى في جدول أعمال موئل الأمم المتحدة الثاني، يسمح للدول باتخاذ إجراءات وقائية أو تقييدية عندما يصل إجماع الآراء العلمية إلى أن عدم القيام بذلك سوف يؤدي إلى وقوع كارثة. انظر أيضًا المبدأ الوقائي.